# ليزا ماكجي
ليزا ماكجي (ولدت في 1979/1980) هي كاتبة مسرحية وكاتبة سيناريو إيرلندية شمالية. ماكجي ألفت وكتبت فتيات ديري، وهو مسلسل كوميدي بدأ بثه على القناة الرابعة في المملكة المتحدة في يناير 2018. في عام 2018، تم إدراجها كواحدة من 100 امرأة على قناة بي بي سي.